# アンナ・ゴルプキナ

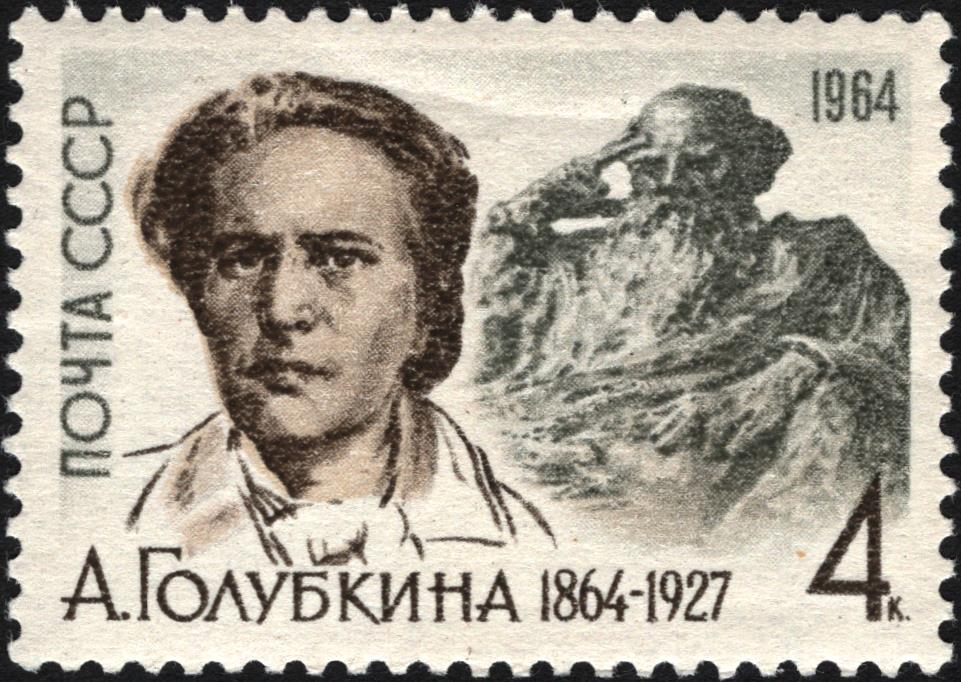
ゴルプキナの生誕100年を記念して発行された、ゴルプキナの肖像と作品のトルストイ像がデザインされたソ連の切手

アンナ・ゴルプキナ（ロシア語: Анна Семёновна Голубкина, ラテン文字転写: Anna Semyonovna Golubkina、1864年1月16日 - 1927年9月7日）は、ロシアの彫刻家である。ロシア人彫刻家として初めてパリのサロンで入賞したことで知られている。

## 略歴
現在のロシア、モスクワ州のザライスクで生まれた。農家の出身であったが、父親はアンナが2歳のときに亡くなり、兄弟とともに、裕福な農民で、地域の有力者であった祖父に育てられた。地元の画家から絵を学び、才能を見いだされ、美術教育を受けるように勧められた。
すでに25歳になっていた1889年にモスクワの私立の美術学校の美術課程に入学を許され、翌年モスクワ絵画彫刻建築学校（Московское училище живописи, ваяния и зодчества, МУЖВЗ)に移り、1894年まで彫刻家のセルゲイ・イワノフ（Sergei Ivanov: 1828-1903）に学んだ。1894年から1895年の間は、サンクトペテルブルクのロシア帝国美術アカデミーで、彫刻家のウラジーミル・ベクレミシェフ(Vladimir Beklemishev: 1861-1919)に学んだ。
1895年にフランスに移り、パリの私立美術学校、アカデミー・コラロッシで2年間学び、1897年に短期間ロシアに戻った後、カミーユ・クローデルの後任としてオーギュスト・ロダンの助手として働いた。1899年のサロン・ドートンヌに作品を出展した。パリのサロン（Salon de peinture et de sculpture）で賞を受賞した最初のロシアの彫刻家となった。
1901年にモスクワに戻り、モスクワ芸術座のファサードのレリーフを制作した。1905年10月のゼネストに参加し、ビラを配布した罪で逮捕され、懲役1年の判決を受けたが、健康を理由に釈放された。この頃、アンドレイ・ベールイやレフ・トルストイ、カール・マルクスといった人物の肖像彫刻などを制作した。
1917年の十月革命を支持したが、後にボリシェヴィキ政府のプロパガンダ彫刻を制作に協力するこは拒否した。
1927年に病気でザライスクで亡くなった。
1985年に金星のクレーターの一つが、ゴルプキナに因んで「ゴルプキナ(Golubkina)と命名された。

## 作品

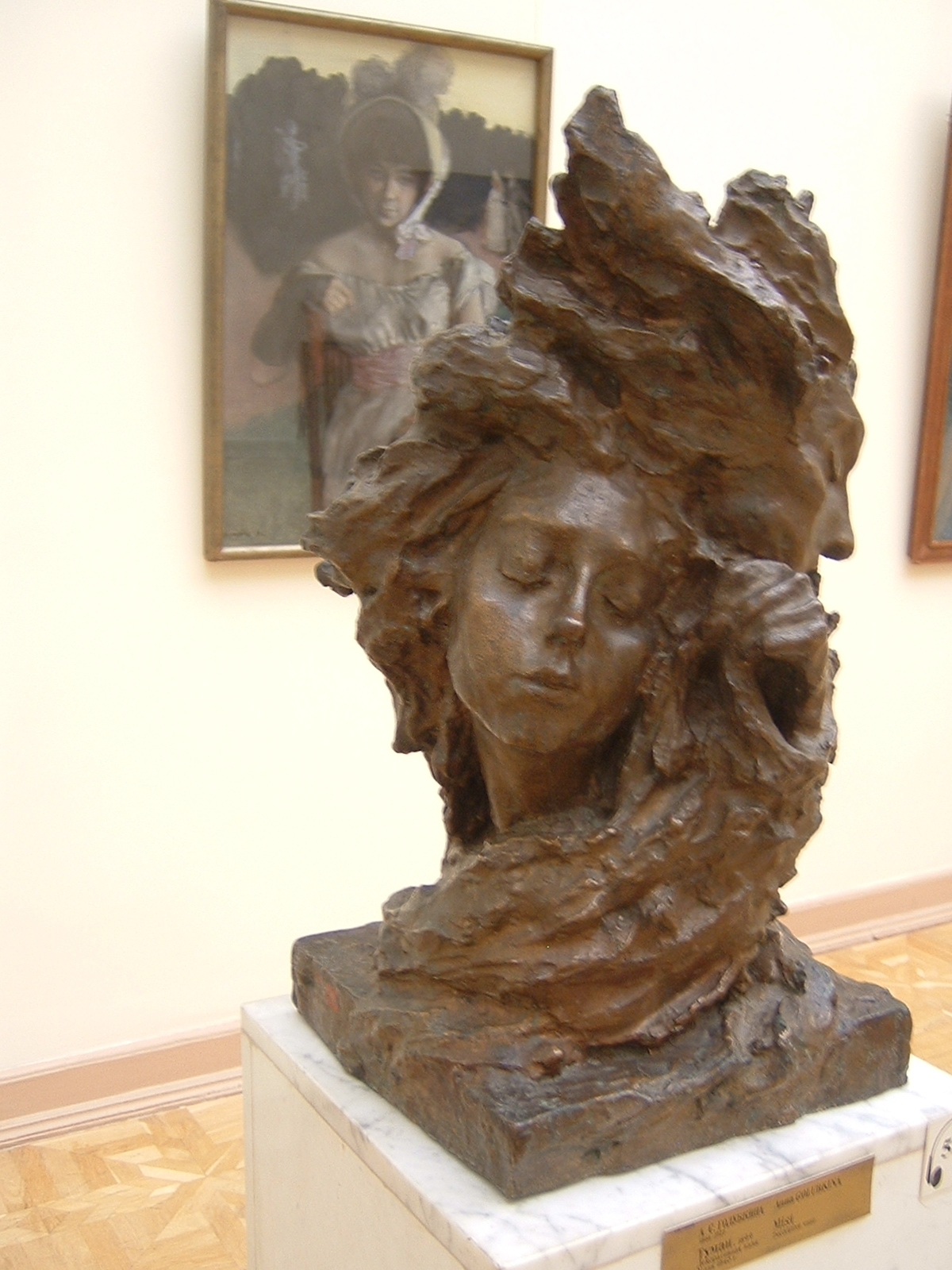
「he Mist」(1899)
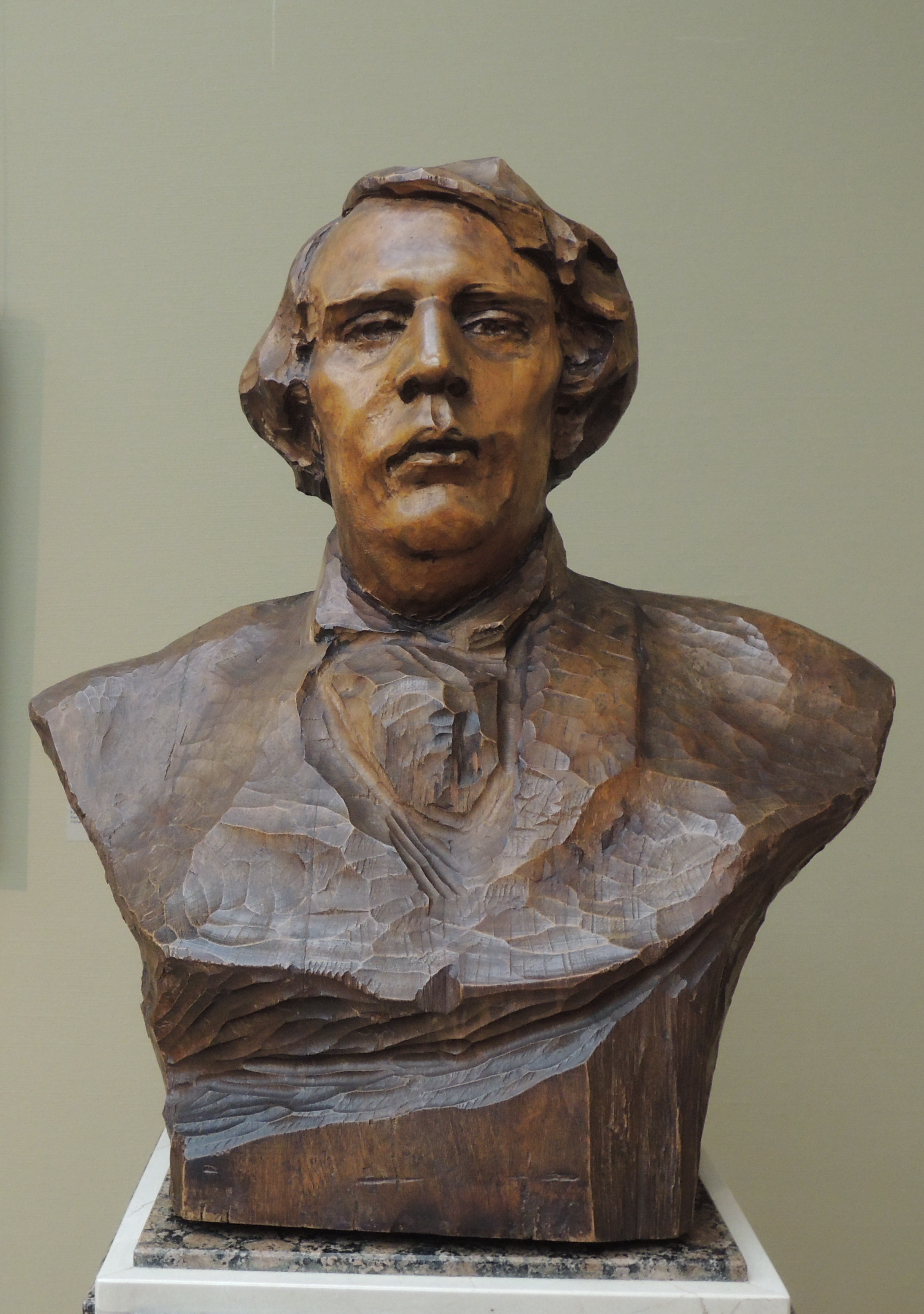
アレクセイ・ニコラエヴィッチ・トルストイ(1911)
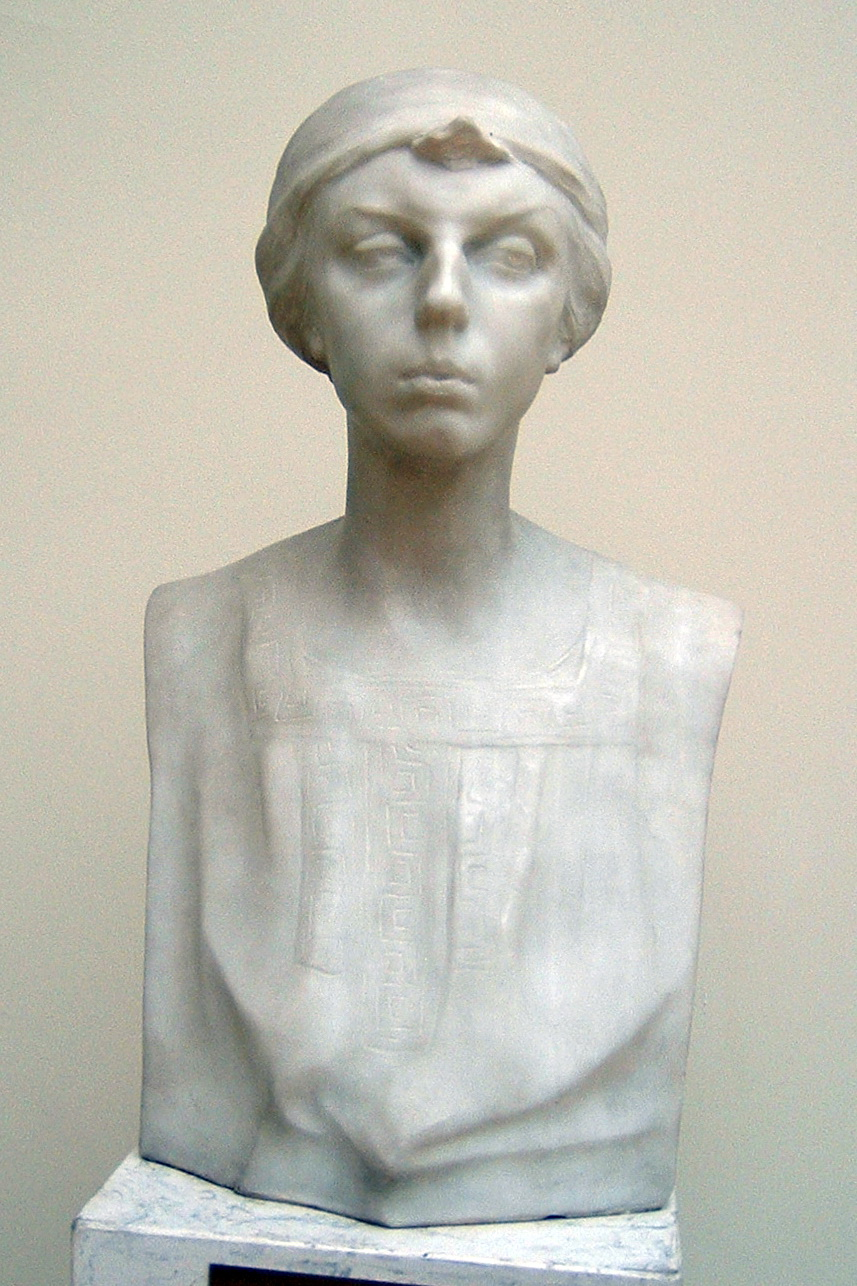
Носова, Евфимия Павловна（美術収集家）(1912)
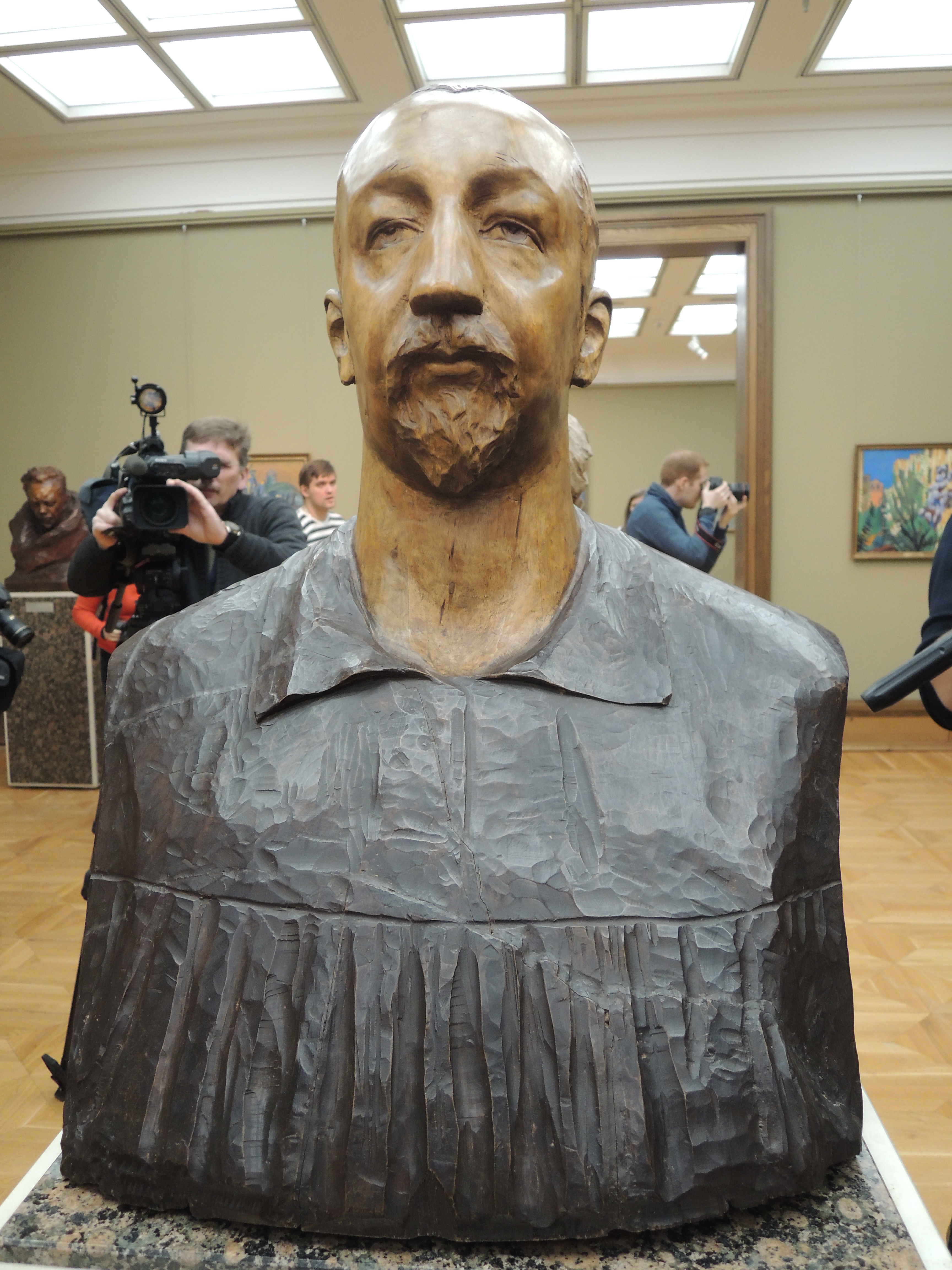
ウラジミール・エルン（哲学者）(1914)